# 1190 dans les croisades
Cette page regroupe les évènements concernant les Croisades qui sont survenus en 1190 :
- 20 mai : Frédéric Barberousse prend d'assaut Qonya, la capitale du sultanat seldjoukide de Roum[1].
- 10 juin : Frédéric Ier Barberousse, l'un des chefs de la troisième croisade, se noie dans le Selef[1].
- 4 juillet : Philippe Auguste, roi de France, et Richard Cœur de Lion, roi d'Angleterre, quittent Vézelay à la tête de la troisième croisade en direction de la Terre sainte[1].
- octobre : Mort de Sibylle, reine de Jérusalem[2].
- Les barons du royaume obligent Onfroy IV de Toron et Isabelle de Jérusalem à se séparer pour que cette dernière épouse Conrad de Montferrat[2].
- 24 novembre : Conrad de Montferrat épouse Isabelle Ire, reine de Jérusalem[2].